# Fédération internationale d'Okinawa Goju-Ryu Karate-do
 (décembre 2008).
Si vous disposez d'ouvrages ou d'articles de référence ou si vous connaissez des sites web de qualité traitant du thème abordé ici, merci de compléter l'article en donnant les références utiles à sa vérifiabilité et en les liant à la section « Notes et références ».
La Fédération Internationale d'Okinawa Goju-Ryu Karate-do, ou IOGFK (International Okinawa Goju-Ryu Karate-do Federation) est une des organisations sportives internationales qui comprennent toutes les pratiques du style de karaté Goju Ryu et qui organisent des compétitions internationales. 
L'AFKGO (Association française de Karaté-do Goju Ryu d'Okinawa) est la branche française de l'IOGFK.

## Historique
Elle a été fondée en 1979 en Angleterre par Sensei Morio Higaonna, ancien président du Comité international de l'IOGFK et ancien instructeur-chef. Elle est actuellement dirigée par Sensei Tetsuji Nakamura, depuis le départ d'Higaonna Sensei et la fondation de la Fédération de gōjū-ryū karate-do traditionnel d'Okinawa (TOGKF).
La branche française de la IOGKF porte le nom de AFKGO (Association française de Karaté-do Goju-Ryu d'Okinawa) et est dirigée par Shihan Bernard Cousin (7e dan).

## Fonction
L'IOGFK est une des associations responsables de la diffusion du Karaté-do Goju Ryu propre à Okinawa dans le monde entier en suivant les enseignements du Sensei Chojun Miyagi. 